# Juhani Salmenkylä
Heikki Veikko Juhani Salmenkylä, till 1936 Husgafvel, född 8 mars 1932 i Helsingfors, död där 4 maj 2022, var en finländsk orienterare som blev europamästare i stafett 1964 och tog silver i stafett vid VM 1966 och 1968.